# TSPO
TSPO (англ. Translocator protein) – білок, який кодується однойменним геном, розташованим у людей на короткому плечі 22-ї хромосоми. Довжина поліпептидного ланцюга білка становить 102 амінокислот, а молекулярна маса — 10 537.
| 10         |  | 20         |  | 30         |  | 40         |  | 50         |
| ---------- |  | ---------- |  | ---------- |  | ---------- |  | ---------- |
| MAPHLLWCPT |  | NGLGLGGSPA |  | GQWGGGSHYR |  | GLVPGEPAGR |  | PPALPLPGLA |
| GLHDHTQLLR |  | MAGQPWLAWG |  | TAAARVSARP |  | TRDCSCTSRC |  | HHACDVVAVT |
| LS         |  |            |  |            |  |            |  |            |

A: Аланін

C: Цистеїн

D: Аспарагінова кислота

E: Глутамінова кислота

G: Гліцин

H: Гістидин

L: Лейцин

M: Метіонін

N: Аспарагін

P: Пролін

Q: Глутамін

R: Аргінін

S: Серин

T: Треонін

V: Валін

W: Триптофан

Задіяний у такому біологічному процесі, як альтернативний сплайсинг. 